# 8952 ODAS
8952 ODAS — астероїд головного поясу, відкритий 2 березня 1998 року.
Тіссеранів параметр щодо Юпітера — 3,414.